# Peter Plate

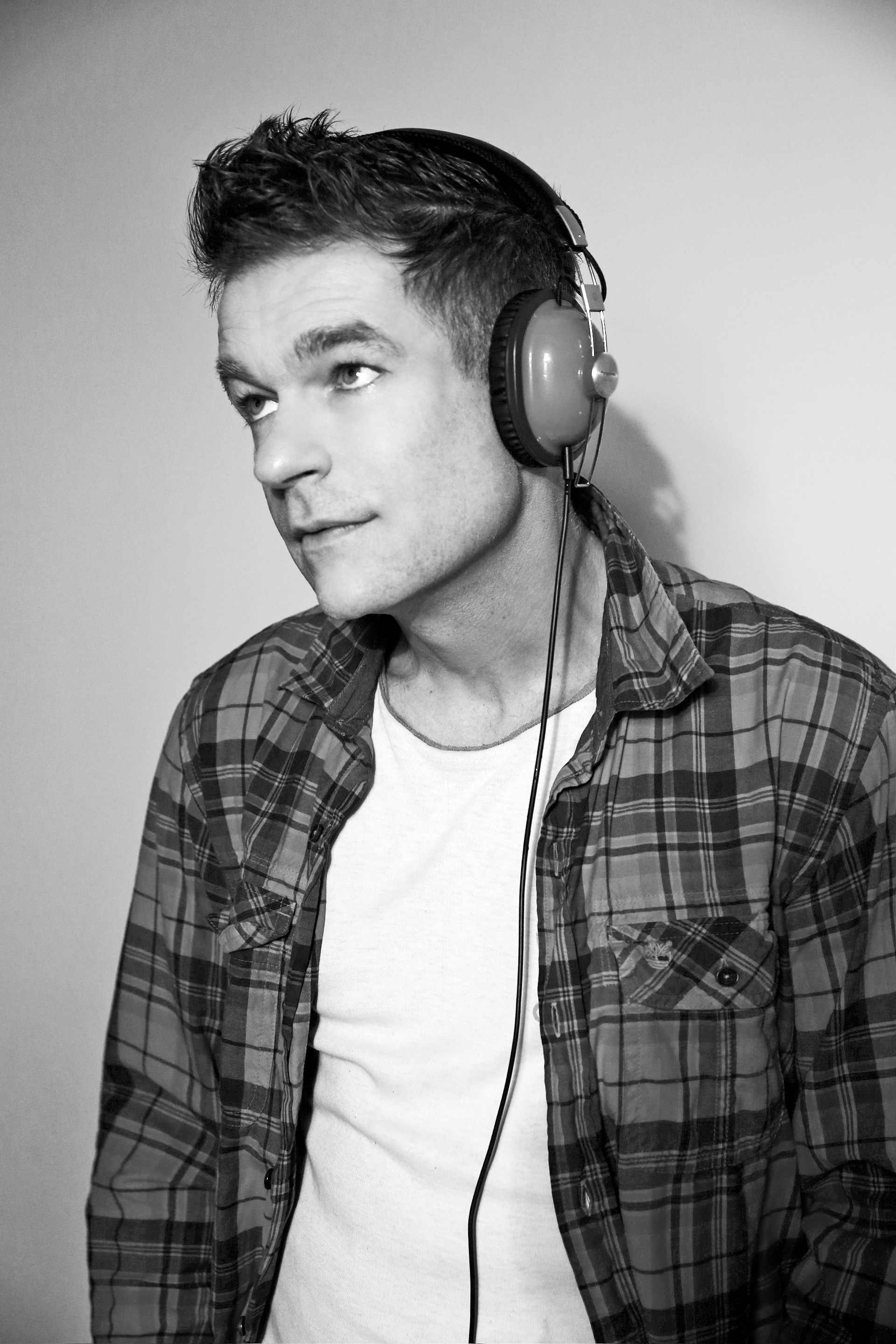
Peter Plate (2013)

Peter Plate (* 1. Juli 1967 in Neu-Delhi, Indien) ist ein deutscher Sänger, Produzent, Komponist und Theaterintendant. Er war Mitglied des Duos Rosenstolz. Bekannt wurde er außerdem als einer der Komponisten der Kinderfilm-Reihe Bibi und Tina.

## Leben
Plates Großvater war in Neu-Delhi als Diplomat tätig. Nach seiner Rückkehr nach Deutschland lebte Plate in Hamburg, Goslar und Braunschweig. Bereits als Jugendlicher schrieb er mit Freunden ein Musical und produzierte einige Musikkassetten, ohne diese mit großer Auflage veröffentlichen zu können.
Er zog nach Berlin und begann ein Studium der Sozialpädagogik, das er abbrach. Er arbeitete in einem Berliner Friseursalon, bevor er sich ganz der Musik zuwandte. Unterstützung fand er dabei durch seinen langjährigen Lebenspartner Ulf Leo Sommer, mit dem er 1990 zusammenzog, dann im Jahr 2002 auch heiratete. Die beiden waren über 20 Jahre als gleichgeschlechtliches Paar liiert, bevor sie 2012 öffentlich ihre einvernehmliche Trennung und Scheidung bekannt gaben. Sie blieben sich privat als enge Vertraute treu und arbeiten bis heute auch beruflich äußerst erfolgreich zusammen.
Seinen ersten Solo-Auftritt hatte er 1991 im Homosexuellen-Magazin Andersrum des Berliner Senders FAB mit dem Lied Mutter, Du hast mich verlassen. Im selben Jahr lernte er die Sängerin AnNa R. kennen, mit der er das Musikband-Duo Rosenstolz gründete. 1992 veröffentlichten sie ihr erstes  gemeinsames Album Soubrette werd’ ich nie. Es erschien über das Indie-Label Pool, war jedoch kommerziell zunächst kein Erfolg. 1996 war er in dem Krimi Unter die Haut in einer Nebenrolle als Zivildienstleistender zu sehen.
Neben der Arbeit mit AnNa R. war Plate weiter als Komponist tätig. 2004 komponierte er Helden wie wir für Jasmin Wagner, ferner für die kolumbianische Sängerin Victoria Faiella die Titel A Second Too Long und Be Yourself, 2005 mit seinem Partner Herz eines Kämpfers für Patricia Kaas sowie mit dem Duo 2raumwohnung einige Lieder ihres Albums 36 Grad. Am 5. April 2013 erschien sein erstes Soloalbum Schüchtern ist mein Glück. Bereits zwei Wochen zuvor wurde die Single Wir beide sind Musik veröffentlicht.
Im Jahr darauf arbeitete Plate zusammen mit den Rosenstolz-Liedschreibern Daniel Faust und Ulf Leo Sommer an verschiedenen Projekten. So lieferten diese die Musik zu dem Kinderfilm Bibi und Tina, der unter der Regie von Detlev Buck im Frühjahr 2014 Premiere feierte. Später schrieben Plate, Sommer und Faust auch die Soundtracks zu den Fortsetzungen Bibi & Tina: Voll verhext! (2014), Bibi & Tina: Mädchen gegen Jungs (2016) und Bibi & Tina: Tohuwabohu Total (2017). Plate und Sommer schrieben auch die Musik zur Serie Bibi & Tina – Die Serie (2020).
Außerdem kam es zu einer Neuauflage des Theaterstücks Romeo und Julia von William Shakespeare als Musical, das am 16. August 2014 in Kiel uraufgeführt wurde. Den Text lieferte eine Übersetzung von Daniel Karasek. Peter Plate liefert mit Ulf Leo Sommer die Texte für die Songs Unser Tag und In diesen Nächten vom Album Farbenspiel von Helene Fischer. Das Album wurde mittlerweile über 2,2 Millionen Mal verkauft.
2014 schrieben Plate, Sommer und Faust die Filmmusik zu dem Kinofilm Coming In von Marco Kreuzpaintner. Unterstützt wurde das Trio dabei von der Sängerin Maxine Kazis und den durch die 2013er Staffel von The Voice bekannten Chris Schummert.
Im Juli 2014 begannen Plate, Sommer und Faust, die deutsche Künstlerin Sarah Connor beim Songwriting für ihr nächstes Album zu unterstützen. Das Album stieg direkt nach seiner Veröffentlichung auf Platz eins der deutschen Charts ein und erreichte innerhalb kurzer Zeit Platin-Status (200.000 Albumverkäufe). Im Februar 2017 schaffte das Album die eine Million Verkäufe, die dazugehörige erste Single Wie schön du bist stieg direkt auf Platz zwei der Charts und hat mittlerweile mehrfachen Gold-Status erreicht (über 400.000 Singleverkäufe).
Seit Anfang 2016 ist Plate als Produzent, Texter und Komponist der Künstlerin Maxine Kazis tätig. Die Zusammenarbeit entwickelte sich aus den vorherigen Projekten Romeo und Julia sowie Coming In und spiegelt sich in einer Veröffentlichung von Kazis wider. Das Album Die Evolution der Maxine Kazis erschien am 25. November 2016 unter dem von Plate und Sommer gegründeten Label pop-out.
Parallel dazu ist Plate als Produzent der Liveshow Bibi & Tina – Die große Show tätig, die an die erfolgreiche Filmreihe anschließt und am 26. Dezember 2016 Premiere feierte.
2017 schrieben und produzierten Plate, Sommer und Faust zusammen mit Max Raabe einen Teil seines Albums Der perfekte Moment … wird heut verpennt, das am 27. Oktober 2017 erschien und Gold-Status erreichen konnte.
Am 31. August 2018 kündigte Plate ein neues Rosenstolz-Album an: Lass es Liebe sein – Die schönsten Lieder.[veraltet]
2018 schrieb er zusammen mit Sarah Connor den Song Vincent des im Mai 2019 veröffentlichten Albums Herz Kraft Werke. Weiterhin arrangierten und produzierten Plate und Ulf Leo Sommer 2018 für DJ Ötzi den Song Bella ciao, drei Titel für das Album Tabu für Michelle sowie das komplette Album Eine Frau gibt Auskunft von Barbara Schöneberger, das am 11. Mai 2018 erschien.
2020 schrieben und produzierten Plate und Ulf Leo Sommer zusammen mit Joshua Lange das Album Anders ist gut von Michelle.
Am 28. November 2021 erfolgte die Uraufführung der Musicalumsetzung zur ZDF-Serie Ku’damm 56 im Stage Theater des Westens in Berlin. Plate und Ulf Leo Sommer zeichneten gemeinsam für die Produktion verantwortlich und schrieben die Musik sowie die Songtexte. Das Musical bekam positive Kritiken. So urteilte die Nordwest-Zeitung, dass es in einer „Liga“ mit London und New York spiele, während der Berliner Kurier schrieb, Berlin habe ein neues „Mega-Musical“. Plate wirkte auch an der Nachfolgeproduktion Ku’damm 59 – Das Musical sowie 2023 am Musical Romeo und Julia – Liebe ist alles mit.
Seit 2024 ist er neben Ulf Leo Sommer als Ko-Intendant des Berliner Theaters des Westens tätig.

## Soziales Engagement
Peter Plate engagiert sich, auch finanziell, seit Beginn seiner Karriere bei Rosenstolz für den Kampf gegen AIDS. Er weist immer wieder auf die stetige Aktualität des Themas hin und ruft zu Spenden an die Deutsche AIDS Stiftung auf.
Daneben kämpft er zusammen mit der Musikerin Carolina Bigge für die Rechte von Homo-, Bi- und Transsexuellen in Russland. Unter dem Projektnamen Mann+Miss schrieben sie zusammen den Song Zehn (Für Natascha und Olga). Das Musikvideo dazu lieferte Marco Kreuzpaintner. Mit Hilfe des Musiktitels Zehn und eines offenen Briefes, welche beide unter dem Namen Aktion: Zehn veröffentlicht wurden, werben Plate und Bigge für mehr Toleranz gegenüber Homosexuellen in Russland.

## Diskografie
- Für die Diskografie von Rosenstolz, siehe Rosenstolz/Diskografie

### Studioalben
| Jahr | Titel                     | Höchstplatzierung, Gesamtwochen, AuszeichnungChartsChartplatzierungen (Jahr, Titel, Platzierungen, Wochen, Auszeichnungen, Anmerkungen) | Anmerkungen                         |
| Jahr | Titel                     | DE | Anmerkungen                         |
| ---- | ------------------------- | --- | ----------------------------------- |
| 2013 | Schüchtern ist mein Glück | DE29 (2 Wo.)DE | Erstveröffentlichung: 5. April 2013 |

### Livealben
- 2022: Ku’damm 56 – der Livemitschnitt aus dem Theater des Westens
- 2023: Romeo & Julia – Liebe ist alles – Live aus dem Theater des Westens

### Soundtracks
| Jahr | Titel                             | Höchstplatzierung, Gesamtwochen, AuszeichnungChartplatzierungen (Jahr, Titel, Platzierungen, Wochen, Auszeichnungen, Anmerkungen) | Höchstplatzierung, Gesamtwochen, AuszeichnungChartplatzierungen (Jahr, Titel, Platzierungen, Wochen, Auszeichnungen, Anmerkungen) | Höchstplatzierung, Gesamtwochen, AuszeichnungChartplatzierungen (Jahr, Titel, Platzierungen, Wochen, Auszeichnungen, Anmerkungen) | Anmerkungen                                                                                     |
| Jahr | Titel                             | DE | AT | CH | Anmerkungen                                                                                     |
| ---- | --------------------------------- | --- | --- | --- | ----------------------------------------------------------------------------------------------- |
| 2014 | Bibi & Tina                       | DE12 Platin · (35 Wo.)DE | AT24 (9 Wo.)AT | CH78 (3 Wo.)CH | Erstveröffentlichung: 27. Februar 2014 mit Daniel Faust und Ulf Leo Sommer Verkäufe: + 200.000  |
| 2014 | Romeo & Julia – Das Musical       | DE61 (1 Wo.)DE | — | — | Erstveröffentlichung: 22. August 2014 mit Daniel Karasek und Ulf Leo Sommer                     |
| 2014 | Bibi & Tina – Voll verhext        | DE10 Platin · (29 Wo.)DE | AT19 (20 Wo.)AT | CH44 (5 Wo.)CH | Erstveröffentlichung: 19. Dezember 2014 mit Daniel Faust und Ulf Leo Sommer Verkäufe: + 200.000 |
| 2016 | Bibi & Tina – Mädchen gegen Jungs | DE1 ×5Fünffachgold · (72 Wo.)DE                                                                                                   | AT2 (74 Wo.)AT | CH14 (23 Wo.)CH | Erstveröffentlichung: 15. Januar 2016 mit Daniel Faust und Ulf Leo Sommer Verkäufe: + 500.000   |
| 2017 | Bibi & Tina – Tohuwabohu total    | DE2 Platin · (32 Wo.)DE | AT2 (24 Wo.)AT | CH11 (11 Wo.)CH | Erstveröffentlichung: 24. Februar 2017 mit Daniel Faust und Ulf Leo Sommer Verkäufe: + 200.000  |
| 2020 | Bibi & Tina – Staffel 1           | DE41 (9 Wo.)DE | AT50 (3 Wo.)AT | — | Erstveröffentlichung: 3. April 2020 mit Daniel Faust und Ulf Leo Sommer                         |
| 2021 | Ku’damm 56 – Das Musical          | DE66 (2 Wo.)DE | — | — | Erstveröffentlichung: 10. September 2021 mit Ulf Leo Sommer                                     |
| 2021 | Bibi & Tina – Das Weihnachtsalbum | DE51 (4 Wo.)DE | — | — | Erstveröffentlichung: 12. November 2021 mit Ulf Leo Sommer und Joshua Lange                     |
| 2022 | Bibi & Tina – Einfach anders      | DE22 (9 Wo.)DE | AT33 (6 Wo.)AT | — | Erstveröffentlichung: 8. Juli 2022 mit Joshua Lange & Ulf Leo Sommer                            |
| 2023 | Romeo & Julia – Liebe ist alles   | DE62 (1 Wo.)DE | — | — | Erstveröffentlichung: 10. März 2023 mit Joshua Lange & Ulf Leo Sommer                           |
| 2024 | Ku’damm 59 – Das Musical          | DE36 (1 Wo.)DE | — | — | Erstveröffentlichung: 12. April 2024 mit Joshua Lange & Ulf Leo Sommer                          |

Weitere Soundtracks
- 2014: Coming In – Der Soundtrack zum Film
- 2022: Träume sind wie wilde Tiger

### Singles
| Jahr | Titel Album                                    | Höchstplatzierung, Gesamtwochen, AuszeichnungChartsChartplatzierungen (Jahr, Titel, Album, Platzierungen, Wochen, Auszeichnungen, Anmerkungen) | Anmerkungen                     |
| Jahr | Titel Album                                    | DE | Anmerkungen                     |
| ---- | ---------------------------------------------- | --- | ------------------------------- |
| 2013 | Wir beide sind Musik Schüchtern ist mein Glück | DE86 (1 Wo.)DE | Erstveröffentlichung: März 2013 |

Weitere Singles
- 2010: Sex in der Wüste (A.N.N.E.T.T.E.) (Peter und der Ulf feat. Diamond Girl)
- 2013: Elektrisch
- 2024: Whiskey Baby (Max Mutzke feat. Peter Plate & Ulf Leo Sommer)

### Autorenbeteiligungen und Produktionen
- Liste der Autorenbeteiligungen und Produktionen von Peter Plate

#### Studioalben
| Jahr | Titel Interpretation                                | Höchstplatzierung, Gesamtwochen, AuszeichnungChartplatzierungen (Jahr, Titel, Interpretation, Platzierungen, Wochen, Auszeichnungen, Anmerkungen) | Höchstplatzierung, Gesamtwochen, AuszeichnungChartplatzierungen (Jahr, Titel, Interpretation, Platzierungen, Wochen, Auszeichnungen, Anmerkungen) | Höchstplatzierung, Gesamtwochen, AuszeichnungChartplatzierungen (Jahr, Titel, Interpretation, Platzierungen, Wochen, Auszeichnungen, Anmerkungen) | Anmerkungen         |
| Jahr | Titel Interpretation                                | DE | AT | CH | Anmerkungen         |
| ---- | --------------------------------------------------- | --- | --- | --- | ------------------- |
| 2017 | Der perfekte Moment... wird heut verpennt Max Raabe | DE15 Gold · (26 Wo.)DE | AT17 (9 Wo.)AT | — | Verkäufe: + 100.000 |
| 2018 | Eine Frau gibt Auskunft Barbara Schöneberger        | DE15 (4 Wo.)DE | AT72 (1 Wo.)AT | — |                     |
| 2020 | Anders ist gut Michelle                             | DE6 (1 Wo.)DE | — | CH19 (1 Wo.)CH |                     |
| 2022 | Wer hat hier schlechte Laune Max Raabe              | DE3 (24 Wo.)DE | AT23 (6 Wo.)AT | CH75 (2 Wo.)CH |                     |
| 2022 | Perspektiven Roland Kaiser                          | DE1 (75 Wo.)DE | AT2 (39 Wo.)AT | CH4 (20 Wo.)CH |                     |

#### Lieder (Auswahl)
| Jahr | Titel Interpretation                                                                | Höchstplatzierung, Gesamtwochen, AuszeichnungChartplatzierungen (Jahr, Titel, Interpretation, Platzierungen, Wochen, Auszeichnungen, Anmerkungen) | Höchstplatzierung, Gesamtwochen, AuszeichnungChartplatzierungen (Jahr, Titel, Interpretation, Platzierungen, Wochen, Auszeichnungen, Anmerkungen) | Höchstplatzierung, Gesamtwochen, AuszeichnungChartplatzierungen (Jahr, Titel, Interpretation, Platzierungen, Wochen, Auszeichnungen, Anmerkungen) | Anmerkungen         |
| Jahr | Titel Interpretation                                                                | DE | AT | CH | Anmerkungen         |
| ---- | ----------------------------------------------------------------------------------- | --- | --- | --- | ------------------- |
| 1998 | Herzensschöner / Königin Rosenstolz                                                 | DE34 (9 Wo.)DE | — | — |                     |
| 1998 | Nur einmal noch ’98 / Herzensschöner Rosenstolz                                     | DE75 (1 Wo.)DE | — | — |                     |
| 1999 | Perlentaucher Rosenstolz                                                            | DE40 (3 Wo.)DE | — | — |                     |
| 1999 | Fütter deine Angst / Ja, ich will Rosenstolz                                        | DE52 (7 Wo.)DE | — | — |                     |
| 2000 | Amo Vitam Rosenstolz                                                                | DE19 (7 Wo.)DE | — | — |                     |
| 2000 | Kinder der Nacht Rosenstolz                                                         | DE63 (2 Wo.)DE | — | — |                     |
| 2001 | Total Eclipse / Die schwarze Witwe Rosenstolz & Marc Almond / Nina Hagen            | DE22 (7 Wo.)DE | — | — |                     |
| 2001 | There Must Be an Angel No Angels                                                    | DE1 Gold · (17 Wo.)DE | AT1 (21 Wo.)AT | CH2 Gold · (20 Wo.)CH | Verkäufe: + 270.000 |
| 2001 | Es könnt’ ein Anfang sein Rosenstolz                                                | DE8 (13 Wo.)DE | — | — |                     |
| 2002 | Sternraketen / Macht Liebe Rosenstolz                                               | DE11 (9 Wo.)DE | — | — |                     |
| 2002 | Es tut immer noch weh Rosenstolz                                                    | DE21 (9 Wo.)DE | — | — |                     |
| 2003 | Was kann ich für eure Welt Rosenstolz                                               | DE12 (9 Wo.)DE | — | — |                     |
| 2004 | Liebe ist alles Rosenstolz                                                          | DE6 Gold · (18 Wo.)DE | AT47 (9 Wo.)AT | — | Verkäufe: + 150.000 |
| 2004 | Helden wie wir Jasmin Wagner                                                        | DE68 (2 Wo.)DE | — | — |                     |
| 2004 | Ich will mich verlieben Rosenstolz                                                  | DE8 (9 Wo.)DE | AT64 (2 Wo.)AT | — |                     |
| 2004 | Willkommen / Der größte Trick Rosenstolz                                            | DE8 (12 Wo.)DE | AT44 (8 Wo.)AT | — |                     |
| 2004 | Ich komm an dir nicht weiter Rosenstolz                                             | DE14 (9 Wo.)DE | AT69 (1 Wo.)AT | — |                     |
| 2006 | Ich bin ich (wir sind wir) Rosenstolz                                               | DE2 Platin · (30 Wo.)DE | AT5 (38 Wo.)AT | CH16 (29 Wo.)CH | Verkäufe: + 300.000 |
| 2006 | Nichts von alledem (tut mir leid) Rosenstolz                                        | DE11 (9 Wo.)DE | AT47 (4 Wo.)AT | CH59 (2 Wo.)CH |                     |
| 2006 | Ich geh in Flammen auf / Das Glück liegt auf der Straße Rosenstolz                  | DE7 (17 Wo.)DE | AT12 (23 Wo.)AT | CH87 (2 Wo.)CH |                     |
| 2006 | Auch im Regen / Mein Sex Rosenstolz                                                 | DE8 (14 Wo.)DE | AT35 (5 Wo.)AT | — |                     |
| 2007 | Besser geht’s nicht 2raumwohnung                                                    | DE28 (13 Wo.)DE | AT58 (6 Wo.)AT | CH81 (2 Wo.)CH |                     |
| 2007 | Aus Liebe wollt ich alles wissen Rosenstolz                                         | DE15 (9 Wo.)DE | AT45 (4 Wo.)AT | CH66 (2 Wo.)CH |                     |
| 2007 | 36 Grad 2raumwohnung                                                                | DE22 (23 Wo.)DE | — | CH17 (24 Wo.)CH |                     |
| 2008 | 36 Grad Rhythms del Mundo & 2raumwohnung                                            | DE28 (26 Wo.)DE | AT30 (3 Wo.)AT | — |                     |
| 2008 | Gib mir Sonne Rosenstolz                                                            | DE1 Gold · (31 Wo.)DE | AT3 (26 Wo.)AT | CH13 (22 Wo.)CH | Verkäufe: + 150.000 |
| 2008 | Wie weit ist vorbei Rosenstolz                                                      | DE8 (10 Wo.)DE | AT37 (7 Wo.)AT | — |                     |
| 2009 | Liebe ist alles Adoro                                                               | DE60 (8 Wo.)DE | — | — |                     |
| 2009 | Blaue Flecken Rosenstolz                                                            | DE10 (9 Wo.)DE | AT45 (3 Wo.)AT | — |                     |
| 2009 | Ich bin mein Haus Rosenstolz                                                        | DE29 (5 Wo.)DE | — | — |                     |
| 2010 | Rette mich später 2raumwohnung                                                      | DE60 (5 Wo.)DE | — | — |                     |
| 2011 | Wir sind am Leben Rosenstolz                                                        | DE3 (20 Wo.)DE | AT17 (17 Wo.)AT | CH35 (6 Wo.)CH |                     |
| 2012 | Lied von den Vergessenen Rosenstolz                                                 | DE27 (4 Wo.)DE | — | — |                     |
| 2014 | Paris Michelle                                                                      | DE80 (1 Wo.)DE | AT57 (1 Wo.)AT | — |                     |
| 2015 | Wie schön du bist Sarah Connor                                                      | DE2 ×3Dreifachgold · (45 Wo.)DE | AT11 (37 Wo.)AT | CH30 (22 Wo.)CH | Verkäufe: + 600.000 |
| 2015 | Bedingungslos Sarah Connor                                                          | DE30 (14 Wo.)DE | AT38 (4 Wo.)AT | — |                     |
| 2016 | Kommst Du mit ihr Sarah Connor                                                      | DE62 (8 Wo.)DE | — | — |                     |
| 2016 | Augen auf Sarah Connor                                                              | DE87 (1 Wo.)DE | — | — |                     |
| 2016 | Mädchen gegen Jungs Lina Larissa Strahl, Lisa-Marie Koroll, Phil Laude & Louis Held | DE97 (2 Wo.)DE | — | — |                     |
| 2019 | Vincent Sarah Connor                                                                | DE9 Platin · (48 Wo.)DE | AT2 Platin · (32 Wo.)AT | CH38 Platin · (12 Wo.)CH | Verkäufe: + 450.000 |

## Auszeichnungen

### Auszeichnungen für Musikverkäufe
| Goldene Schallplatte - Deutschland - 2023: für die Promo-Single Unser Tag |

Anmerkung: Auszeichnungen in Ländern aus den Charttabellen bzw. Chartboxen sind in ebendiesen zu finden.
| Land/RegionAuszeichnungen für Musikverkäufe (Land/Region, Auszeichnungen, Verkäufe, Quellen) | Gold     | Platin       | Verkäufe  | Quellen                    |
| -------------------------------------------------------------------------------------------- | -------- | ------------ | --------- | -------------------------- |
| Deutschland (BVMI)                                                                           | 7× Gold7 | 8× Platin8   | 3.100.000 | musikindustrie.de          |
| Österreich (IFPI)                                                                            | —        | Platin1      | 30.000    | ifpi.at                    |
| Schweiz (IFPI)                                                                               | Gold1    | Platin1      | 40.000    | hitparade.ch musikwoche.de |
| Insgesamt                                                                                    | 8× Gold8 | 10× Platin10 |           |                            |

### Sonstige Auszeichnungen
Echo
- 2003: Beste Künstler-Webpage[34]
- 2007: Gruppe des Jahres (national)
- 2009: Bestes Video (national) für Gib mir Sonne[35]
- 2009: Ehrenecho für soziales Engagement[36]
- 2012: Beste Gruppe Rock/Pop (national)[37]

Comet
- 2004: Bester Act (national)[38]

Goldene Stimmgabel
- 1998, 2000, 2001, 2003, 2004, 2006

Weitere Auszeichnungen
- 2007: Auszeichnung für das bisherige Gesamtwerk[39]
- 2007: Paul-Lincke-Ring der Stadt Goslar als Person, die sich „in Komposition, Textdichtung und Interpretation von Unterhaltungs- und Tanzmusik sowie heiteren musikalischen Bühnenwerken ausgezeichnet“ hat.[40]
- 2009: Sächsische Ehrenmedaille Für herausragende Leistungen im Kampf gegen HIV und AIDS[41]
- 2011: Bambi für gelungenes Comeback[42]
- 2011: Bundesverdienstkreuz 1. Klasse des Verdienstordens der Bundesrepublik Deutschland für seine Bemühungen im Kampf gegen Aids.[43]
- 2022: Deutscher Musical Theater Preis für Ku’damm 56 – Das Musical in den Kategorien „Bestes Musical“ und „Beste Komposition“[44]